# 阿瑟·聖克萊
阿瑟·聖克萊（英語：Arthur St. Clair，1737年3月23日—1818年8月31日），已故蘇格蘭裔軍人，美國獨立戰爭時期大陸軍少將，第15任大陸議會議長，戰後第一任西北領地總督。

## 早年
阿瑟·聖克萊生於1737年蘇格蘭瑟索，自幼喪父，家境並不優渥。聖克萊後來入讀愛丁堡大學醫科，並跟隨名醫威廉·亨特實習。後來聖克萊的母親在1756年過世，促使聖克萊決定棄醫從戎，在1757年加入英國陸軍。
聖克萊入伍時正值法國印第安戰爭時期。聖克萊被派到北美作戰，先後參與路易堡圍城戰及亞伯拉罕平原戰役。戰爭結束後，聖克萊在1762年以中尉軍銜退役。他在岳父詹姆斯·鮑登（麻省總督）的財政支持下，成為賓夕法尼亞州西境、阿帕拉契山脈以外的大地主，逐漸建立政治人脈。
1770年代初，聖克萊身兼多項公職。他是坎伯蘭縣的量地官及法官，又是貝德福縣和威斯特摩蘭縣的首席法庭書記官（Prothonotary），後來更出任威斯特摩蘭縣縣長。
當時賓夕法尼亞州及維珍尼亞州的開拓者正在爭奪俄亥俄谷地的開發及居住權利。1772年，英軍在龐蒂克戰爭結束後，將俄亥俄谷地要塞皮特堡交還給殖民地，即時引發賓夕法尼亞州及維珍尼亞州衝突。維珍尼亞州的約翰·康納利搶先率領民兵佔據皮特堡，而聖克萊隨即下達通緝令，派人拘捕康納利。這引發維珍尼亞州總督鄧摩爾勳爵與賓夕法尼亞州總督約翰·賓恩互相指責對方違法，雙方又數次派人緝捕對方的執法人員。1774年5月，鄧摩爾勳爵向北美原住民發動戰爭，爭奪更多土地，兩州之間的關係更加緊張。要到1775年美國獨立戰爭爆發，大陸議會才暫時調停兩州衝突。

## 美國獨立戰爭
1775年，美國獨立戰爭爆發。聖克萊支持革命一方，並擔任賓夕法尼亞州大陸議會議員的隨行秘書。同年聖克萊加入大陸軍，以上校身份參與遠征加拿大。當聖克萊抵達加拿大時，理查德·蒙哥馬利已經在魁北克戰役兵敗身亡，聖克萊本人參與了三河市之戰，然後隨軍退回紐約州。
1776年8月9日，聖克萊獲大陸議會擢升為准將，並到新澤西州協助徵召民兵。聖克萊在同年冬季加入喬治·華盛頓的部隊，參與特倫頓戰役。他在阿孫平克溪戰役後給予華盛頓的情報，直接促使華盛頓突襲普林斯頓，並在普林斯頓戰役中擊破英軍。
1777年春季，聖克萊獲大陸議會擢升為少將，回到北方守備提康德羅加堡。同年夏季，約翰·伯戈因發動薩拉托加戰役，並在7月圍攻提康德羅加堡。由於寡不敵眾，兼且伯戈因搶佔地利，聖克萊決定棄堡撤退。大陸議會後來召開軍事法庭審訊。雖然聖克萊獲法庭判決無罪，但他也未再參與前線作戰，改為擔任華盛頓的參謀。他伴隨華盛頓參與費城戰役的白蘭地酒戰役，並且在約克鎮圍城戰役中見證英軍投降。1777年至1783年間，聖克萊亦曾負責沙利文遠征的補給準備，以及為賓夕法尼亞州編組民兵。

## 戰後
獨立戰爭結束後，聖克萊開始從政生涯。他在1785年獲選為賓夕法尼亞州的大陸議會議員，再於1787年當選大陸議會議長。任期結束後，聖克萊獲議會任命為西北領地的首任總督。
聖克萊上任後隨即要處理開拓者與原住民之間的土地衝突。易洛魁聯盟與及多個俄亥俄地區的部族，要求開拓者歸還部分的康乃狄克西儲地，但聖克萊卻予以否決，而他促成的哈馬堡條約（1789年1月）更加劇原住民對開拓者的敵意，觸發西北印第安戰爭。11月4日，聖克萊率領的1,000人遠征軍在禾巴鍚戰役遭到原住民猛烈攻擊，幾乎全軍覆沒，只有數十人成功逃脫。這場戰事被後世稱為「聖克萊的慘敗」（St. Clair's Defeat），令到聖克萊聲名受損。事後美國總統華盛頓將聖克萊免去軍職，但仍保留他總督職務。由於此役突顯美國欠缺常備正規軍的問題，華盛頓改派安東尼·韋恩編組的合眾國軍團參戰，最終迫使原住民議和。
聖克萊的政治生涯最終因為美國聯邦黨與民主共和黨之間的競爭而結束。1800年美國總統選舉，約翰·亞當斯的聯邦黨被湯瑪斯·傑佛遜的民主共和黨擊敗。當時聖克萊支持聯邦黨一方，並主張把俄亥俄谷地分成兩個州分，讓聯邦黨在下次大選更為有利。然而俄亥俄谷地的開拓者卻傾向共和黨一方，而傑佛遜及共和黨控制的國會更通過《1802年授權法案》，將俄亥俄州獨立成單一州分。聖克萊公開反對無效，隨後被傑佛遜免去職務。
離任後聖克萊返回賓夕法尼亞州家鄉，並且陷入財政困難。1818年8月，聖克萊在一次馬車意外中摔下昏迷，延至8月31日於格連斯堡去世。